# グーグルマップ改ざん事件
グーグルマップ改ざん事件（グーグルマップかいざんじけん）は、Googleが提供するオンライン地図サービス「Google マップ」において、2015年（平成27年）4月頃に発生した騒動である。主に日本右翼のサイバーテロリスト集団である、「オウム真理教」をパロディーした架空の宗教のユーザーが情報を追加・修正できるGoogle マップの機能を悪用して、地図上の施設名などを改竄（かいざん）する犯罪行為が多数行われた。

## 騒動の概要
2015年4月、Google マップ上で、アメリカ・ホワイトハウスの敷地内に元CIAスタッフのエドワード・スノーデンの名前が表示されていることが確認されたほか、パキスタンでは、Googleが提供するOS「Android」のキャラクターが、競合他社であるApple社のロゴマークに小便をかける画像が公園として表示された。それと前後して、日本国内でも同じような悪戯が行われるようになり、実在しない施設が多数追加される悪戯が確認された。4月20日頃には、皇居や警視庁本部等東京都内の主要施設の他、島根県の出雲大社や広島県の原爆ドーム、さらにはアメリカのケネディ宇宙センターや2015年1月にイスラム過激派に襲撃されたフランスの新聞社シャルリー・エブド本社に対し、2ちゃんねる発祥の架空の宗教団体の名前を模した「恒心教」、「恒心教 核実験場」等という名称がつけられる改竄が行われていたことが確認された。このほか、秋田空港の滑走路上にびっくりドンキーの店舗が書き加えられる、霞が関の警視庁や皇居内の建物にオウム真理教関連の名称が付けられるなど、複数の改竄が確認された。
Googleは、これらの改竄について、利用者が提供した情報に誤りや違反行為があった場合は削除するとし、ホワイトハウスに関する改竄が翌日4月15日には修正されたのを始め、日本国内の施設を標的にした改竄についても、4月24日頃までに削除・修正された。また、Googleは、改竄が行われた経緯を調査すると共に、再発を防ぐためのシステムを導入すると説明した。
その後の警察の捜査によって、犯人の身元が特定され、岩手県盛岡市の21歳の男子大学生、愛知県田原市の30歳の男性会社員、大阪府大阪市の30歳の無職男性の3人が、軽犯罪法違反（いたずらによる業務妨害）の容疑で書類送検された。実行犯はいずれも「恒心教」の関係者であり、「（攻撃の対象としている）弁護士の評判を知ってもらいたかった」などと供述した。

## 意見
ITジャーナリストの三上洋は、一連の改竄は、Google マップ上の施設名が誰でも書き換えが可能なことを悪用した悪戯であって、高度な知識を必要とするハッキング行為ではないと指摘し、情報を掲載する段階でGoogleがチェックを怠ったことが原因ではないかと言及した。
ウェブサイト構築企業アイ・エム・ジェイの執行役員を務める江端浩人は、この件について、著作性や公共性の高い施設は書き換えを制限する仕組みを設ける等の対策が必要ではないかと言及した。

## 騒動後の改竄
騒動の収束後も、しばしばGoogle マップにおける情報の改竄が確認され、メディアにより報道される場合がある。
- 2015年4月頃、新潟県佐渡市には存在しない日本マクドナルドの店舗名が大量に記載される改竄が起きた[14]。
- 2017年6月頃、阪急電鉄千里線の柴島駅が「部落柴島駅」と改竄された。表現が差別的で悪質な改竄であるとして大きく問題視された[15]。
- 2018年5月頃、日本大学フェニックス反則タックル問題の影響を受けてか、日本大学が「日本タックル大学」と改竄された[16]。
- 2024年1月頃、 アフリカ大陸のビクトリア湖にある「ミギンゴ島」において日本語が用いられた改竄行為が発生し、実際に現地には存在しない「ビッグモーター」「ダイハツ」「宝塚歌劇団」など昨年2023年に物議を醸した店舗及び団体等が多数登録された[17]。
- 2024年5月頃、いなば食品の東京本社が「ブラックシーチキン株式会社第一サティアン」と改竄された。前月に一部週刊誌で報じられた新入社員に関するトラブルと紐づける声もある[18]。
- 2024年10月頃、クルド人の一部と地域住民との間で軋轢が表面化していた、埼玉県川口市の市役所に無関係である「寺院・礼拝所」のカテゴリで「クルド市役所」と登録し、対立を助長するような改竄行為が行われた[19]。